# Albert Giger
Albert Giger, född 7 oktober 1946 i Rhäzüns i Graubünden, död 4 september 2021, var en schweizisk längdskidåkare 
som var aktiv under 1970-talet. Han tog en bronsmedalj på 4 x 10 km vid olympiska vinterspelen 1972 i Sapporo.